# Barragup
Barragup is een plaats in de regio Peel in West-Australië.

## Geschiedenis
Barragup was een ontmoetingsplaats en een belangrijk handelscentrum langs de Serpentine voor Aborigines van over heel Australië. Ze vingen er harders en feesten er weken aan een stuk. Er was een grote visval aangelegd, een 'mung-ah' in de taal van de Nyungah.
De eerste Europese kolonisten kochten nog vis van de Aborigines maar algauw werd er aan overbevissing gedaan. Dit leidde bijna tot het uitsterven van de harders en tot onenigheid met de Aborigines. De visval werd verschillende keren door de kolonisten vernietigd en door de Aborigines heraangelegd. In 1937 werd de visval helemaal afgebroken.
Barragup maakte oorspronkelijk deel uit van het grondgebied dat aan Thomas Peel was toegewezen. Peel verkocht het aan gouverneur Hutt die er een boerderij liet ontwikkelen.

## Beschrijving
Barragup maakt deel uit van het lokale bestuursgebied (LGA) Shire of Murray, waarvan Pinjarra de hoofdplaats is.
In 2021 telde Barragup 940 inwoners, tegenover 965 in 2006.

## Ligging
Barragup ligt langs de Forrest Highway, ongeveer 70 kilometer ten zuiden van de West-Australische hoofdstad Perth, 5 kilometer ten noordoosten van de kuststad Mandurah en een kleine 20 kilometer ten noordwesten van het aan de South Western Highway gelegen Pinjarra

## Klimaat
De streek kent een warm mediterraan klimaat, Csa volgens de klimaatclassificatie van Köppen.

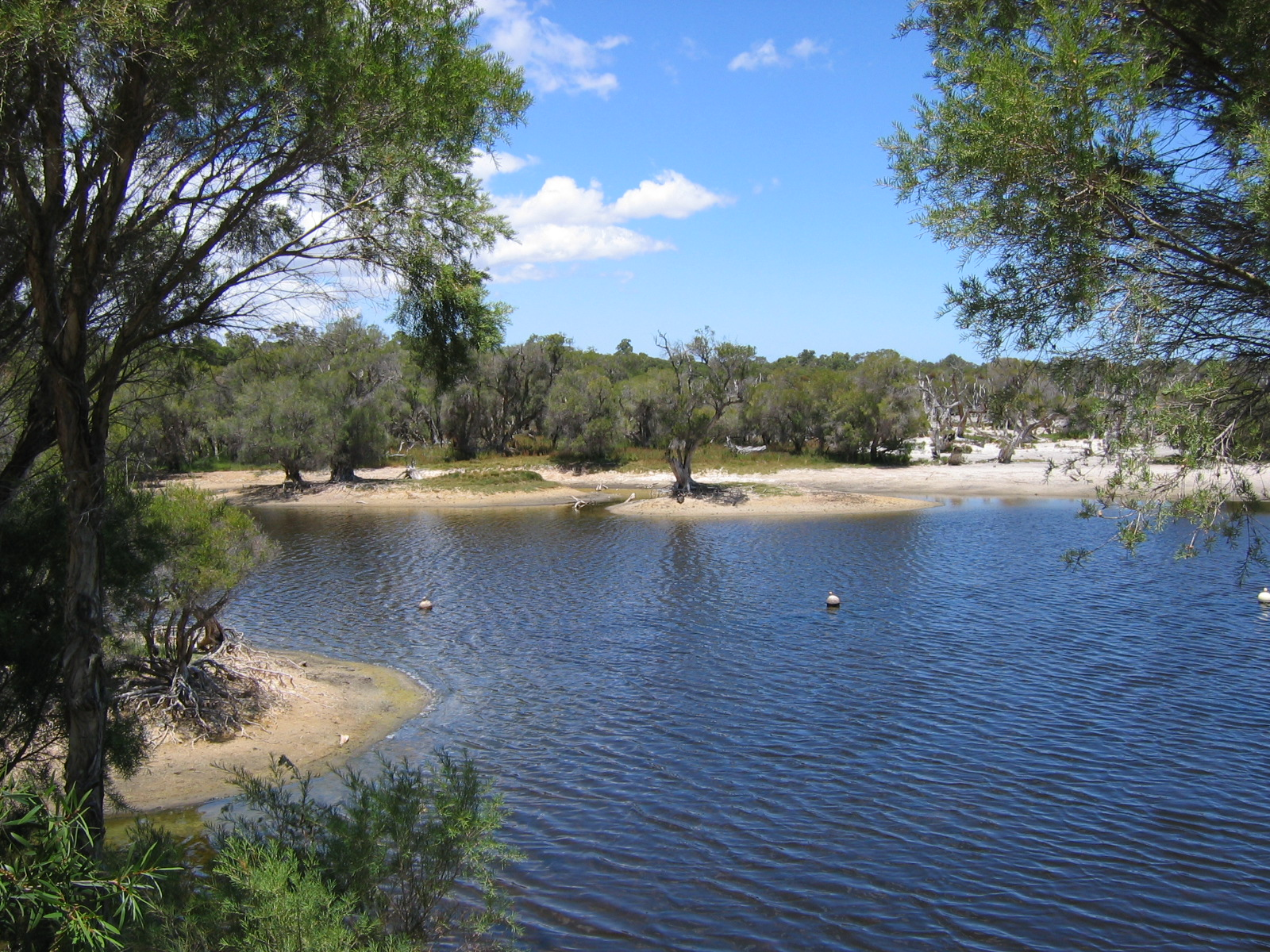
'Barragup Swamp'

Banksiadale · Barragup · Birchmont · Blythewood · Boddington · Bouvard · Carcoola · Chadoora · Clifton · Coodanup · Coolup · Crossman · Dawesville · Dudley Park · Dwellingup · Erskine · Etmilyn · Fairbridge · Falcon · Furnissdale · Greenfields · Halls Head · Hamel · Herron · Holyoake · Inglehope · Kooljerrenup · Lake Clifton · Lakelands · Lower Hotham · Madora Bay · Mandurah · Marradong · Marrinup · Meadow Springs · Meelon · Mount Cooke · Mount Wells · Myara · Nambeelup · Nanga Brook · Nirimba · North Dandalup · North Yunderup · Oakley · Parklands · Pinjarra · Point Grey · Preston Beach · Quindanning · Ranford · Ravenswood · San Remo · Silver Sands · Solus · South Yunderup · Stake Hill · Teesdale · Wagerup · Wannanup · Waroona · West Coolup · West Pinjarra · Whittaker · Wuraming